# Szon Gidzsong
Szon Gidzsong (hangul:  손기정, RR: Son Gi-jeong; japánul: 孫 基禎 Szon Kitei; 1914. augusztus 29. – 2002. november 15.) olimpiai bajnok koreai atléta, maratoni futó. 
Az 1936-os berlini játékokon hazája első olimpiai bajnoka lett, miután győzött a maratoni futás számában. Országa ekkor japán gyarmat volt, így csak a japán csapat tagjaként indulhatott. A Koreai Köztársaság a mai napig sajátjaként tartja nyilván ezt az érmet, a Nemzetközi Olimpiai Bizottság ellenben Japánnak ismeri el hivatalosan.

## Pályafutása
1933 és 1936 között tizenhárom maratonon futott, melyből tízet megnyert. 1935. november 3-án Japánban 2.26:42-vel új világrekordot teljesített. Ez a csúcs az 1947-es Boston Marathonon dőlt meg, akkor Gidzsong egyik neveltje, Szo Junbok futott jobbat. 

### Berlini olimpiai játékok
Pályafutása alatt egyetlen olimpián, az 1936-os berlini játékokon vett részt. Hazája ekkor japán megszállás alatt állt, így csak a japán csapat tagjaként indulhatott. Szon (Son) 2:29:19.2-es új olimpiai rekorddal, két percnél nagyobb előnyben diadalmaskodott a brit Ernest Harper előtt. Harmadikként honfitársa, a szintén japán színekbe kényszeredett Nam Szungnjong (Nam Seung-nyong) ért be.
A díjátadón Szon (Son) szemmel láthatóan nem volt boldog. Mialatt felhúzták a japán lobogót, és szólt a megszálló nemzet himnusza a két koreai lehajtott fejjel állt, Szon (Son) könnyei csorogtak, az érem mellé kapott virággal pedig részben kitakarta melegítőjén levő japán zászlót; bár ez utóbbiról nem tudni, szándékos volt-e. A versenyről a következőt mondta: „Az emberi test annyi mindent kibír. A szívet és a lelket kell átverni.”
A koreai Dong-a Ilbo című lap (ismert még angol címén: East Asia Daily) egyik riportere készített egy fotót a díjátadásról, azonban a Szon (Son) felsőjén levő japán zászlót utóbb kiretusálta. A japán vezetés ezért kilenc hónapra felfüggesztette a lap működését, és nyolc embert börtönbe záratott, akiket kapcsolatba lehetett hozni az esettel.

#### Hellén-díj

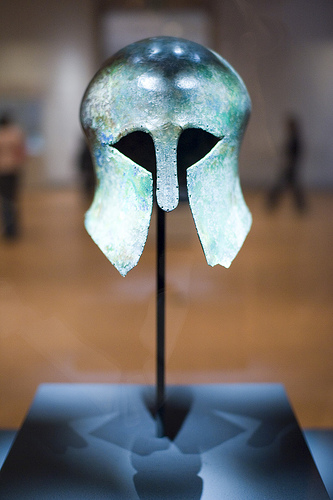
A győzelemért felajánlott bronzsisak a Koreai Nemzeti Múzeumban kiállítva

Maratoni győzelméért egy antik görög bronzsisakot (kb. ie 800-700) ajánlottak neki, amelyet 1875-ben egy német régész, Ernst Curtius talált Olümpia városában. Ennek elfogadását japán edzője nem engedte. 
A sisak ezután egy berlini múzeumba került, és ötven évig ott volt. 1986-ban jutott Szon (Son)hoz, majd 1987-ben a 904. koreai kincsnek nyilvánították.

## Későbbi élete
Visszavonulása után edzőként, valamint a Koreai Sportszövetség elnökeként tevékenykedett. 
52 évvel Berlin után, 1988-ban Szöul rendezte a nyári olimpiai játékokat. A szervezők az ekkor 74 éves Szon (Son)t kérték fel arra, hogy az olimpiai lángot bevigye a stadionba a nyitóünnepségen.
Egy önéletrajzi könyvet írt Hazám és a maraton (나의조국과 마라톤) címmel.

## Egyéni legjobbjai
- Maratoni futás - 2.26:42 (1935)

## Halála, emlékezete
2002. november 15-én éjfélkor, tüdőgyulladás következtében hunyt el, 88 évesen; a Tedzson (Daejeon)i Nemzeti Temetőben nyugszik. Tiszteletére hozták létre a Szon Gidzsong (Son Gi-jeong) Emlékparkot Szöulban.